# Selly Oak
Selly Oak este o zonă industrială și rezidențiala, situată în sud-vestul orașului Birmingham din Regatul Unit.